# Рич (рэпер)
Ричард Владимирович Семашков (род. 11 ноября 1991 года, Россия, Калининград, РСФСР), более известный под псевдонимом РИЧ — поэт, российский рэп и хип-хоп-исполнитель, публицист, писатель, общественный деятель.

## Биография
Родился 11 ноября 1991 года в Калининграде. 20 лет проживал в Новомосковске.
Работал разнорабочим: был грузчиком, продавцом бытовой техники, сторожем; занимался также предпринимательской деятельностью. Учился на факультете экономики в одном из московских институтов, а затем на психологическом факультете в Тульском государственном университете, но оба не закончил.
В 2010—2011 годы проходил срочную службу в танковом батальоне Кантемировской дивизии.
В 2016 году окончил заочное отделение журналистского факультета МИТРО.
Работал сценаристом и публицистом.
В 2017 году переехал из Москвы в Санкт-Петербург.
Женат, два сына.

## Творчество

### Музыка
Работает в разных направлениях (рэп, альтернативный рок, трип-хоп) и с разными музыкантами, битмейкерами и художниками.
Всего выпустил три больших сплетённых между собой сольных альбома: в 2015 году «Метан», в 2017 году «Литий» и в 2021 году «Рутений». А затем два сплетённых между собой альбома «Культура отмены» (2022) и «Конец связи» (2023).
В 2024 году записал мультижанровый альбом-саундтрек к сериалу «Ополченский романс», а также рэп-альбом «Эпизоды».
Также записал ряд концептуальных мини-альбомов: «У дома», «Аффект», «Тизер», «Есенин», «Имажинисты», «Вилледж поэмс», «Держите дистанцию, не садитесь здесь», «Времена года» и «Русский лес», «Тихий ход».
Автор музыкального триптиха: «Мой трип-хоп» (ч.1, ч.2, ч.3 — 2018, 2019 и 2022).

### Проекты
В 2024 году Рич осуществил два творческих проекта: музыкальный альбом с участием разных музыкантов и исполнителей «Садко 3000» и интерактивную выставку по творчеству Бориса Рыжего в Санкт-Петербурге и Москве.

### Театр
Вместе с театральным режиссёром Даниилом Романовым сделал моноспектакль «Папа», к которому написал текст. 

### Литературная деятельность
Собрал и отредактировал две книги нацбола Сергея Гребнева: «Бестиарий» (2020 г.) и «Дальше некуда» (2021 г.)
В 2021 году выходит книга «Карантин по-питерски», в которой Рич ведёт переписку с питерскими писателями (Павел Крусанов, Герман Садулаев, Валерий Айрапетян, Александр Пелевин) во время карантина.
Также в 2021 году выходит книга Рича «Непризнанные гении (2020-й в письмах)» с писателем и музыкантом Евгением Алёхиным.
В том же 2021 году выходит книга детских стихов Рича с иллюстрациями художника Гавриила Лубнина «Мимо Клима».
В 2022 году написал саундтрек к книге «Улица Некрасова».
В 2022 году Рич продолжает писать поэзию для детей — так получается книга с иллюстрациями художника Алисы Юфа «Климка в деревне».
В 2023 году выходит дебютная книга прозы Ричарда Семашкова «Тетрис для бедных».

### Публицистика
C ноября 2016 года по июль 2024 года — колумнист сайта телеканала РЕН ТВ
С августа 2017 года по сентябрь 2019 года — колумнист русскоязычной версии сайта RT.
С августа 2017 года по ноябрь 2020 года — колумнист издания Life.

## Общественная деятельность
18 марта 2024 года выступил на митинге-концерте, посвящённом десятилетию аннексии Крыма и победе Владимира Путина на президентских выборах. Рич исполнил песню «Дай ему сил» совместно с группой «123 полк», состоящей из артистов-участников российского нападения на Украину.

## Дискография

### Студийные альбомы
- 2015 — Метан
- 2017 — Литий
- 2021 — Рутений
- 2022 — Культура отмены
- 2023 — Конец связи
- 2024 — Ополченский романс
- 2024 — Эпизоды

### Мини-альбомы
- «У дома» (2016)
- «Аффект» (2017)
- «Тизер» (2018)
- «Мой трип-хоп, ч.1» (2018)
- «Есенин» (2019)
- «По чёрному снегу (при уч. bollywoodFM)» (2019)
- «Мой трип-хоп, ч.2» (2019)
- «Имажинисты» (2020)
- «Виллэдж поэмс» (2020)
- «Держите дистанцию, не садитесь здесь» (2021)
- «Времена года» (2022)
- «Русский лес» (2022)
- "Мой трип-хоп, ч.3" (2022)
- "Тихий ход" (2024)
- "Рыжий. Акустика" (2024)

### Синглы
- «Небо ненавидит нас (при уч. Хаски)» (2017)
- «Болливуд и Боль (при уч. bollywoodFM)» (2018)
- «Родео (при уч. 25/17)» (2021)
- «Снег» (2021)
- «Улица Некрасова» (2021)
- «Художник» (2021)
- «Всё в порядке (при уч. макулатура)» (2022)
- «Сок из одуванчиков (при уч. 25/17, bollywoodFM)» (2022)
- «Грязная работа» (2022)
- «Лета не будет» (2022)
- «Маленькие дети» (2022)
- «У баков» (2022)
- «Уходим на войну» (при уч. Аким Апачев) (2022)
- «Моя личная Украина» (2022) (при уч. Стас Старовойтов)
- «Молитва» (2023)
- «Из гранита» (2023)
- "Чёрная свеча" (2023) (при уч. Александр Ф. Скляр) (2023)
- "Бойцы" (2023)
- "Песня про весну" (2023)
- "Риченька" (2023)
- «Человек и кит» (2024)
- "Сотен шесть километров" (2024)
- "Это даже хорошо" (2024)
- "Ок, я понял" (2024)